# Erwin Kaipel
Erwin Kaipel (* 19. Jänner 1952 in Riedlingsdorf, Burgenland) ist ein österreichischer Politiker (SPÖ). Er war von 1994 bis 2013 Abgeordneter zum Österreichischen Nationalrat und war von 1987 bis 2012 Bürgermeister von Riedlingsdorf.

## Ausbildung und Beruf
Kaipel begann nach Besuch der Volksschule und der Hauptschule im Jahr 1967 eine Ausbildung zum Heizung-Sanitärinstallateur, die er 1970 abschloss. Anschließend besuchte er die Höhere technische Bundeslehranstalt in Pinkafeld mit der Fachrichtung Maschinenbau-Heizung-Klima, wo er im Jahr 1975 die Reifeprüfung ablegte.
Nach einem Jahr bei der SAW-Industrieproduktion wechselte er 1976 zum Hochbauamt der Burgenländischen Landesregierung, wo er bis 1981 die Zweigstelle Oberwart leitete. 1981 übernahm er die Leitung des technischen Betriebes im Schwerpunktkrankenhaus Oberwart.

## Politische Ämter
Im Jahr 1982 wurde Kaipel für die SPÖ in den Gemeinderat seiner Heimatgemeinde Riedlingsdorf gewählt, dem er bis 2012 angehörte. Von 1987 bis 2012 war er Bürgermeister der Gemeinde. Von 1993 bis 1994 war Kaipel Abgeordneter zum Österreichischen Bundesrat, von 1994 bis 2013 gehörte er dem Österreichischen Nationalrat als Abgeordneter des Wahlkreises 1B (Burgenland Süd) an.
Kaipel ist Mitglied des Bezirksparteivorstandes der SPÖ Oberwart und Mitglied des Landesparteivorstandes der SPÖ Burgenland.

## Auszeichnungen
- 2003: Großes Silbernes Ehrenzeichen für Verdienste um die Republik Österreich[2][3]